# Playa El Yaque
Playa El Yaque  es el nombre de una playa venezolana conocida internacionalmente como uno de los mejores lugares en el mundo con condiciones ideales para la práctica del windsurf y el kitesurf, esto atrae a los aficionados de todo el mundo, especialmente de Europa. Posee una variedad de hoteles, tiendas y restaurantes cerca de la playa, con una amplia gama de instalaciones y equipos deportivos.

## Localización

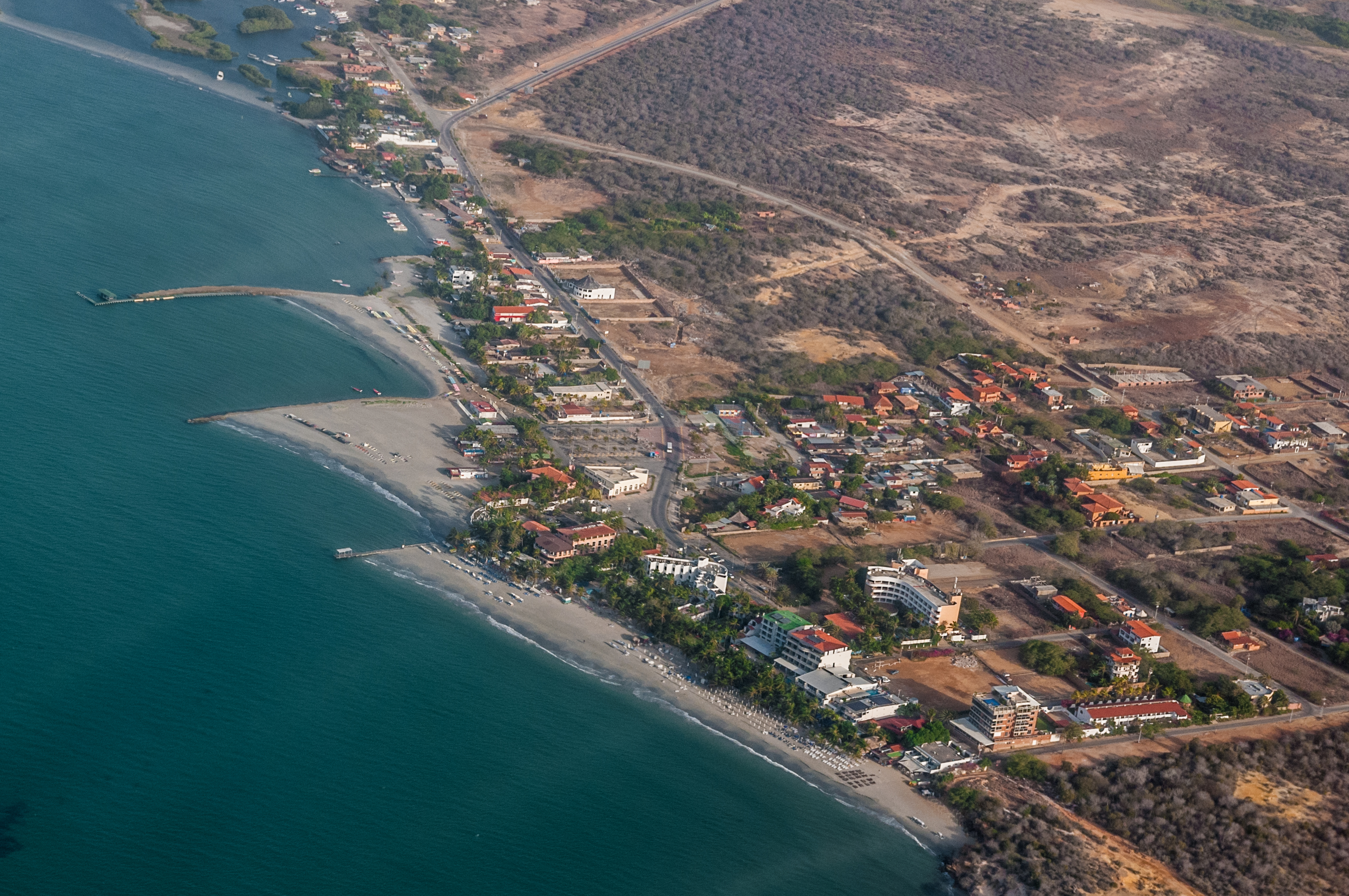
Vista Aérea de Playa El Yaque

La playa se encuentra en el lado sur de la Isla de Margarita, una de las 3 que conforman el estado Nueva Esparta, al noreste de Venezuela, a unos tres kilómetros justo al sur del aeropuerto internacional de la isla. Los vientos alisios soplan constantemente de 15 a 30 nudos durante la mayor parte del año, y el mar poco profundo se extiende al sur de la playa de varios cientos de metros, lo que permite a los windsurfistas caer de pie en el fondo de una arena plana. Al igual que en la mayoría del Caribe, el agua suele estar entre 21 ° -27 °C, lo suficientemente caliente como para permitir el windsurf durante horas llevando sólo un bañador o bikini.